# Стокхолмски синдром
Стокхолмският синдром е психологически феномен, при който заложникът се привързва към похитителя си и изпитва съчувствие и симпатия към него, често до такава степен, че да го защитава и да се идентифицира с него. Тези чувства обикновено се считат за ирационални в светлината на опасността или риска, понесени от жертвите, които бъркат липсата на действителна злоупотреба от похитителите си с акт на доброта. Изследвания на ФБР показват, че в около 8% от жертвите са открити следи от Стокхолмския синдром.
Стокхолмският синдром може да бъде разглеждан като форма на травматично привързване, където заложническият сценарий не е напълно задължителен. Описва се като „силна емоционална връзка между две лица, в които единият е периодично хокан, тормозен, заплашван, бит и т.н.“ Една често използвана хипотеза за обясняването на този синдром е основана на теорията на Фройд. В нея се предполага, че тази връзка се изразява в отговора на индивида към травмата, която изпитва, ставайки жертва. Идентифицирайки се с агресора е начин Егото да се защити.

## История
Стокхолмският синдром е кръстен на обира в банката „Kreditbanken“ на площад Нормалмстронг в столицата на Швеция, в който някои от служителите били заложници в трезор в същата сграда от 23 до 28 август 1973 година, докато похитителите им преговаряли с полицията. По време на този сблъсък, жертвите станали емоционално привързани към похитителите си, отказали помощ от служители на закона и дори защитавали похитителите си.
Понятието „Стокхолмски синдром“ е въведено от шведския криминалист и психиатър Нилс Бейерот, който го споменава в изявленията си за медиите.